# Onuphis pourtalesii
Onuphis pourtalesii är en ringmaskart som först beskrevs av Ehlers 1879.  Onuphis pourtalesii ingår i släktet Onuphis och familjen Onuphidae. Inga underarter finns listade i Catalogue of Life.